# Hannes Weber (Konditor)
Hannes Weber (* 26. März 1979 in Friedrichshafen) ist ein deutscher Bäckermeister, Konditor, Backbuch-Autor und Unternehmer.

## Leben
Nach dem Realschulabschluss machte Weber eine Ausbildung zum Bäcker und Konditor. 2003 erwarb Hannes Weber den Meistertitel mit Zusatzqualifikation Betriebswirt des Handwerks und wurde mit dem bayerischen Staatspreis für seine Leistungen ausgezeichnet.
Seit 2007 ist Weber regelmäßig im SWR-Fernsehen bei Kaffee oder Tee zu sehen. Seit 2011 hat er mittlerweile an der Seite der Moderatorin Heike Greis mit Lust auf Backen seine eigene Sendung im SWR. 2014 veröffentlichte er ein eigenes Backbuch.

## Schriften
- Lust auf Backen: Mit allen Grundteigen Schritt für Schritt. Gräfe und Unzer, München 2014, ISBN 978-3-8338-4178-1.